# 불천위
불천위(不遷位)란 국가에 큰 공이 있거나 학덕이 높은 학자를 나라에서 정하여 4대 봉사 후 신주를 조매(祧埋)하지 않고 제사는 것을 말한다. 불천위를 두는 사당을 부조묘(不祧廟)라고도 부른다. 이를 불천지위(不遷之位)라 한다.
불천위에는 나라에서 정한 국불천위(國不遷位)와 지역 유림들이 옹립한 향불천위(鄕不遷位), 문중에서 지정한 사불천위(私不遷位)가 있다. 국불천위는 유림불천위나 사불천위보다 더 권위 있는 것으로 인정된다.

## 종류
- 국불천위 : 국가에 지대한 공을 세우거나 학문이 높아 백성으로부터 추앙을 받는 인물로서 임금이 교지로서 정한다. 대상은 원칙적으로 문묘(文廟)에 종사된 동방 18현이다. 이 밖에도 시호를 받은 2품 이상의 관리로서 국가적 인물(왕과 왕자·부마 등)이 그 대상에 속한다.

- 향불천위 : 유학 발전에 큰 업적을 남기거나, 충절이 높은 분 들 중 서원에 배향되어 있는 지역적 인물들 중 지역 유림이 발의하여 옹립하였다. 따라서 시호도 받지 못한 학자나 크게 명성을 떨치지 못한 인물도 모셔져 있기 때문에 개인에 따라 다를 수 있다. 그 수가 대단히 많다. 유림불천위(儒林不遷位)이라고도 한다.

- 사불천위 : 조선후기로 내려오면 문중 차원에서 시호도 받지 못하거나 학자로서도 크게 명성을 떨치지 못했지만, 자기 조상 들 중 입향조, 현조 등을 지역 유림의 추인을 받는 형식으로 불천위로 옹립하기도 하였다. 이는 정통성과 정체성 확립이 절실했기 때문일 것이다. 그 수가 대단히 많다. 문중불천위(門中不遷位)이라고도 한다.

## 대표적인 불천위
- 국불천위 : 문묘 종사 동방 18현
- 향불천위(유림불천위) : 학덕이나 충절이 높아 서원에 배향되어 있는 지역 인물
- 사불천위(문중불천위) : 개인 문중 입향조, 현조 등

## 같이 보기
- 한국의 제사